# Кек, Чарльз
Чарльз Кек (англ. Charles Keck; 9 сентября 1875, Нью-Йорк — 23 апреля 1951, Нью-Йорк) — американский скульптор. Действительный член Национальной академии дизайна США (с 1928).

## Биография
Учился в Национальной академии дизайна и Лиге студентов-художников Нью-Йорка под руководством Филиппа Мартини.
Позже, с 1893 по 1898 год был помощником Огастеса Сент-Годенса . Продолжил совершенствовать своё мастерство в Американской академии в Риме.
В 1921 был принят в члены Национальной академии дизайна. С 1928 — академик.
Похоронен в Фишкилл, штат Нью-Йорк, США.

## Творчество
Автор многих памятников, скульптур, мемориальных комплексов и архитектурных сооружений, как в США, так и за рубежом.

## Избранные монументы и мемориалы
- Памятник Джорджу Вашингтону в Буэнос-Айресе, Аргентина
- Монумент Свободы в городе Тикондерога, штат Нью-Йорк, США
- Памятник Аврааму Линкольну в г. Уобаш, штат Индиана, США
- Памятник путешественникам и первопроходцам Мериуэзеру Льюису, Уильяму Кларку и Сакагавея в Шарлотсвилл (Виргиния)
- Памятник Джеймсу Дьюку перед Университетом Дьюка в г. Дарем (Северная Каролина)
- Памятник Эндрю Джексону
- Памятник молодому Аврааму Линкольну в Чикаго
- Памятник генералу Томасу Джексону в Шарлотсвилле, Виргиния и др.

|  |  |  |  |